# Фравита (патриарх Константинопольский)
Фравита — патриарх константинопольский (декабрь 489 — март 490).

## Биография
До избрания на патриаршество Фравита был обычным священником храма святой Феклы, который находился в пригороде недалеко от Константинополя.
После смерти патриарха Акакия, император Флавий Зенон решил предоставить выбор нового патриарха самому Богу. Зенон положил на престоле Святой Софии два листа, на одном из которых была написана молитва Богу с просьбой послать достойного человека на патриарший престол. После этого император объявил сорокадневный пост. Фравита подкупил одного евнуха, который был доверенным лицом императора, а тот в свою очередь написал имя Фравиты на другом листе бумаги. После окончания поста на оставшимся листе бумаги было обнаружено имя Фравиты, и он был поставлен на патриарший престол в декабре 489 года.
Однако Фравита пробыл на патриаршем престоле всего три месяца, после чего скончался в марте 490 года. Вскоре после этого обман и подлог Фравиты был раскрыт.